# 트루 디텍티브
트루 디텍티브(True Detective)는 2014년부터 방영중인 미국의 텔레비전 드라마이다.